# 切尔茜·埃德希尔
切尔茜·阿雷莎·勒妮·埃德希尔（英語：Chelsea Aretha Renee Edghill，1997年7月6日—）生于美国纽约州布鲁克林，是一名圭亚那女子乒乓球运动员。她的母亲是圭亚那国家青年和青少年乒乓球队的领队，弟弟凯尔（Kyle）同样也是乒乓球运动员。她在2019年从林登伍德大学毕业，获得化学专业学士学位。2021年5月，她获得东京奥运乒乓球女子单打小项的外卡名额，成为历史上首位代表圭亚那参加奥运乒乓球项目的选手。同年7月，她成为东京奥运圭亚那代表团的开幕式旗手之一。之后她在奥运正赛上不敌韩国选手申裕斌，止步第一轮。